# مرکز هنرهای نمایشی هابی

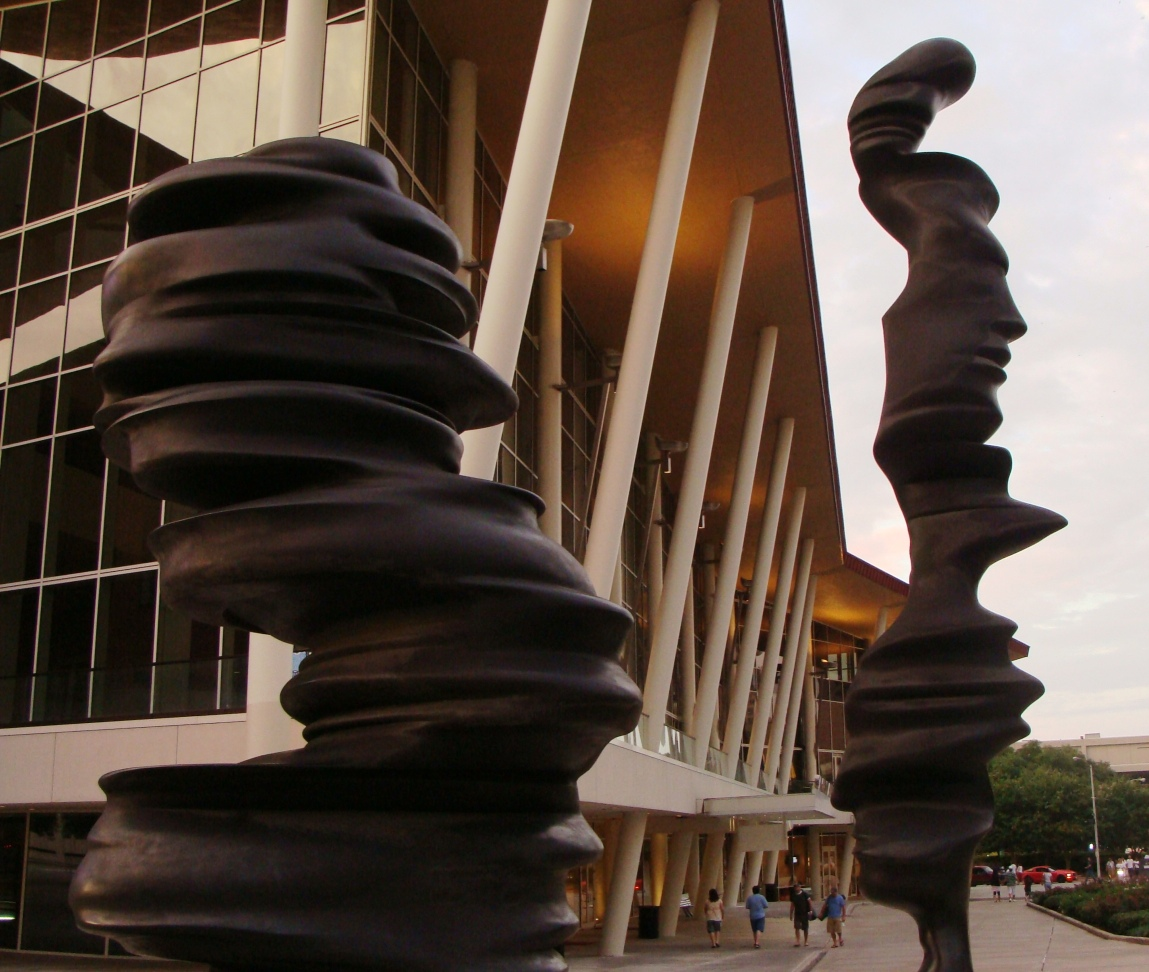

مرکز هنرهای نمایشی هابی (به انگلیسی: Hobby Center for the Performing Arts) یکی از مشهورترین مراکز فرهنگی ایالات متحده آمریکاست. 
این تالار در شهر هیوستون در تگزاس قرار دارد و توسط استاد بزرگ معماری رابرت استرن طراحی گردیده است.
این مرکز با بودجه‌ای بیش از یکصد میلیون دلار ساخته گردید.